# Ярослав Жешутко
Ярослав Жешутко (пол. Jarosław Rzeszutko; 17 жовтня 1986, м. Гданськ, Польща) — польський хокеїст, нападник. Виступає за ГКС (Тихи) (Польська Екстраліга). 
Вихованець хокейної школи «Сточньовець» (Гданськ). Виступав за команди: СМС II (Сосновець), СМС I (Сосновець), «Сточньовець» (Гданськ), «Ньюкасл Вайперс», ХК «Ам'єн».
У складі національної збірної Польщі провів 27 матчів (8 голів); учасник чемпіонатів світу 2010 (дивізіон I) і 2011 (дивізіон I). У складі молодіжної збірної Польщі учасник чемпіонатів світу 2005 (дивізіон I) і 2006 (дивізіон I). У складі юніорської збірної Польщі учасник чемпіонату світу 2003 (дивізіон I).